# Ясміна Михайлович
Ясміна Михайлович (серб. кир.: Јасмина Михајловић, народилася в Ніші, 1960) — сербська письменниця і літературна критикеса. Вона також є головою спадщини Милорада Павича, відомого сербського письменника та її покійного чоловіка.

## Життєпис
Михайлович закінчила філологічний факультет у Белграді у групі вивчення югославської та світової літератури (1987). На початку кар'єри вона викладала літературу в середніх школах Белграда.
Працювала над проєктом «Сербська літературна критика» в Белградському інституті літератури та мистецтва (1989—1991). Після цього вона була директором Ради сприяння сербській культурі за кордоном Всесвітньої сербської громади в Женеві (1991—1999). Відтоді вона вільна у своїй творчості.
Її проза, есе та дослідження перекладені англійською, російською, словенською, українською та грецькою мовами. Пише колонки для сербських журналів Lisa, Grad, Jasmin, Fame, Bazar і Ona.
Вона є членом Сербського літературного товариства.

## Книги
- Казка про тіло і душу. Шари та значення в прозі Мілорада Павича (серб. кир.: Прича о души и телу. Слојеви и значења у прози Милорада Павића Словеви и значеня у прози Милорада Павича), «Просвіта», Белград, 1992.
- Дві історії з Котора (серб. кир.: Две которске приче) з Мілорадом Павічем, «Дерета», Белград, 1998, 2005.
- Приватна колекція (серб. кир.: Приватна колекција), «Дерета», Белград, 2000, 2001, 2004, 2005.
- Подорожній альбом (серб. кир.: Путни албум), «Дерета», Белград, 2004, 2005, 2006.
- Історія кохання у двох казках (серб. кир.: Љубавни роман у две приче) з Мілорадом Павічем, «Чигоя», Белград, 2004.
- Кохання без секретів (серб. кир.: Љубав без тајни), «Дерета», Белград, 2005.
- Кохання з лексикою невідомого (серб. кир.: Љубав са речником непознатог), «Ljubitelji knjige», Новий Сад, 2006, 2007.
- Паризький поцілунок (серб. кир.: Париски пољубац), «Ljubitelji knjige», Новий Сад, 2007; «Паризький поцілунок»; Zavod za udžbenike, Белград, 2010; Amazon, електронна книга, 2011.
- Колекція подорожей. Вибір оповідань (серб. кир.: Путна колекција. Избор прича Вибір прича), «Алнарі», Белград, 2008.
- На берегах Хазарського моря (серб. кир.: На обали Хазарског мора), Amazon.com, Kindle Store, 2014; Фоліо, Київ, 2020[4].
- Нудна книга. Різне (серб. кир.: Досадна књига. Сваштара Сваштара), «Дерета», Белград, 2019.

## Антології
- Антологія оповідань сербських письменниць (серб. кир.: Антологија приповедака српских књижевница), вид. Райко Лукач, «Цептер Книжковий світ», Белград, 2002.
- The Bite of Passion: Stories of Erotic Fantastike (серб. кир.: Угриз страсти: приче еротске фантастике), за редакцією Павла Зеліча, Товариство шанувальників наукової фантастики та фентезі «Лазар Комарчич», Белград, 2007.

## Нагороди
- «Книжка року Дерети», 2004, за «Альбом подорожей».

## Зовнішні посилання
- Офіційна домашня сторінка (англ.)
- Уривок із Паризького поцілунку (серб. кир.: Приватна колекција), Офіційний сайт (англ.)
- Уривок із приватної колекції (серб. кир.: Приватна колекција), Biblioteke.org (сербська)
- Казка про тіло і душу. Шари та значення в прозі Мілорада Павича (серб. кир.: Прича о души и телу. Слојеви и значења у прози Милорада Павића Словеви и значеня у прози Милорада Павича), «Просвіта», Белград, 1992. Повне електронне видання, Проект Растко, 2005. (сербська)